# 't Klokhof
't Klokhof is een historische hoeve in Westkerke, een deelgemeente van de Belgische stad Oudenburg.

## Geschiedenis
’t Klokhof is een typisch West-Vlaamse hoeve die zijn naam dankt aan de klok die boven op het boerenhuis staat. Een klokhof had kerkelijke toestemming een luidklokje te plaatsen en te gebruiken. Het boerenhuis dateert van 1875. Achter het woonhuis bevindt zich nog de zomerkeuken met bakhuis. De rest van de Klokhofstede is ouder. De gebouwen staan los van elkaar in een U-vorm. Op de zijgevels van de gebouwen wordt telkens het bouwjaar weergegeven, 1862 en 1863. 

Deze polderhoeve was ook voor de 19e eeuw al bekend. De oudste vermelding van de Klokhofstede gaat terug tot een ommeloper van 1697: 
hofstede… met de mote ende wallen ende syngelen rontomme.
 Hierdoor wordt duidelijk dat 't Klokhof al in die tijd omwald was door een dubbele gracht.

## Huidige situatie
Vandaag is de hoeve nog steeds in gebruik. Er is een nieuwe stal bijgebouwd die gebruikt wordt voor het biologisch kweken van geiten. Het vroegere bakhuis is nu ingericht als gastenverblijf.